# Svadhishthana

Luân xa Svadhisthana được thể hiện là có sáu cánh hoa, mang các chữ Phạn ba, bha, ma, ya, ra, và la. Âm thanh hạt giống ở trung tâm là vam. Tattwa cho nguyên tố Nước được thể hiện dưới dạng mặt trăng khuyết.

Svadhishthana (tiếng Phạn: स्वाधिष्ठान, IAST: Svādhiṣṭhāna, tiếng Việt: "gốc của bản thể."   "Swa" có nghĩa là tự và " adhishthana " có nghĩa là được thành lập.) Hoặc luân xa thiêng liêng (luân xa xương cùng), là luân xa chính thứ hai theo Mật tông Ấn Độ giáo. Luân xa này đặc trưng cho sự tịnh hóa tham sân si.

## Đại diện
Svadhisthana được minh họa như một bông sen trắng (Nelumbo nucifera). Nó có sáu cánh hoa đỏ son ghi âm tiết: बं bam, भं bham, मं mam, यं yam, रं ram và लं lam. Bên trong hoa sen này là một mặt trăng lưỡi liềm trắng tượng trưng cho vùng nước do vị thần Varuna cư ngụ.
Thần chú hạt giống, nằm trong vòng tròn trong cùng, là một mặt trăng trắng वं vaṃ. Phía trên câu thần chú nằm trong bindu, hay dấu chấm, là vị thần Vishnu. Thần này có màu xanh đậm và mặc một chiếc dhoti màu vàng. Ông cầm một cái ốc xà cừ, một cái chùy, một bánh xe và một bông sen. Vishnu đeo nhãn hiệu shrivatsa và đá quý kaustubha. Vishnu đang ngồi trên một bông sen màu hồng hoặc trên con đại bàng thần thánh Garuda.
Sức mạnh của Vishnu là nữ thần Rakini. Nữ thần này có màu đen, mặc đồ đỏ hoặc trắng và ngồi trên một bông sen đỏ. Rakini thường được miêu tả với một mặt và hai cánh tay, cầm một thanh kiếm và khiên, hoặc hai mặt và bốn vũ trang, và cầm một cây đinh ba, hoa sen, trống và kim cương, hoặc một mũi tên, hộp sọ, trống và rìu. 
Một số trường dạy rằng các vị thần của Luân xa Svādhishthāna là Brahmā và Sarasvatī. Brahmā là đấng sáng tạo nên Vũ trụ và Saraswati là sự nhân cách hóa của kiến thức.